# Renault R.S.18
Renault R.S.18 byl závodní vůz Formule 1 navržený a zkonstruovaný týmem Renault Sport, aby mohl soutěžit v sezóně 2018. Šasi navrhli Nick Chester, Chris Cooney, Martin Tolliday a Pete Machin, přičemž Bob Bell dohlížel na design a výrobu vozu jako hlavní technický ředitel a Rémi Taffin vedl design hnacího ústrojí. Vůz řídili Nico Hülkenberg a Carlos Sainz Jr. Vůz měl svůj soutěžní debut při Grand Prix Austrálie 2018.

## Design a vývoj
Po návratu Renaultu do Formule 1 jako konstruktéra v sezóně 2016 tým prošel náborem a začal investovat do svých zařízení v Enstone. S vývojem vozu R.S.18 byla továrna Enstone rozšířena, aby vyhovovala operacím týmu.

## Shrnutí sezóny

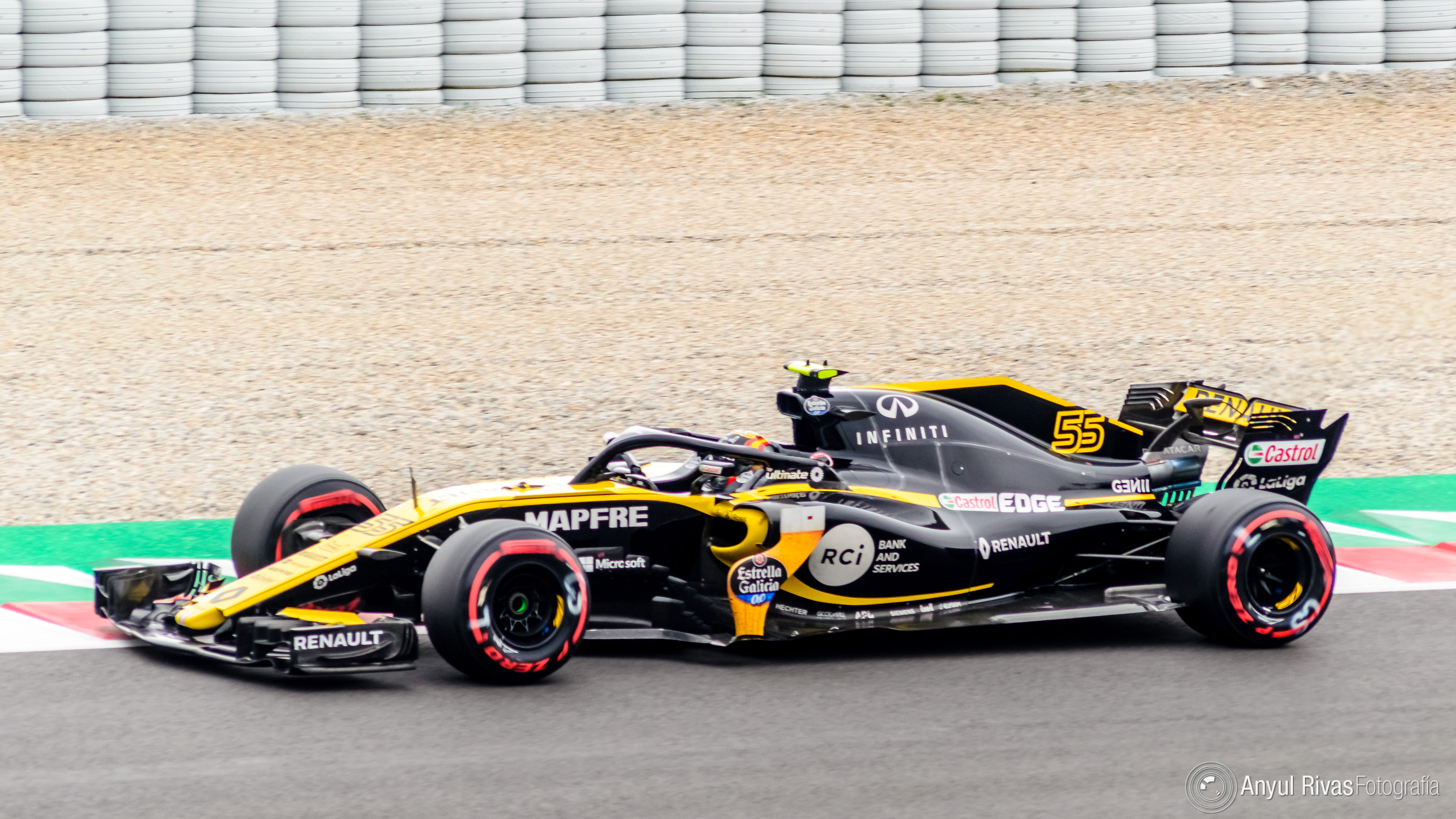
Carlos Sainz Jr. závodil před domácím publikem při Grand Prix Španělska a skončil sedmý.

Vůz R.S.18 se ukázal jako obrovské zlepšení ve srovnání se svým předchůdcem. Na konci sezóny skončil Renault na 4. místě v poháru konstruktérů jako „nejlepší ze zbytku světa“ se 122 body.
Nejlepším výsledkem Hülkenberga bylo 5. místo při domácím závodě, Sainzův nejlepší výsledek bylo také 5. místo, kterého dosáhl při Grand Prix Ázerbájdžánu.

## Sponzorství a zbarvení
Při Grand Prix Velké Británie měl vůz speciální nátěr na propagaci nového filmu Úžasňákovi 2. Červené a žluté pruhy byly zdobeny po celé vrchní části vozu.

## Pozdější použití
Upravený vůz R.S.18 byl použit při testování směsí pneumatik pro sezónu 2022, které se uskutečnilo po Grand Prix Abú Zabí 2021.

## Kompletní výsledky ve Formuli 1
| Legenda k tabulce | Legenda k tabulce                                                                       |
| Barva             | Výsledek                                                                                |
| ----------------- | --------------------------------------------------------------------------------------- |
| Zlatá             | Vítěz                                                                                   |
| Stříbrná          | 2. místo                                                                                |
| Bronzová          | 3. místo                                                                                |
| Zelená            | Bodované umístění                                                                       |
| Modrá             | Nebodované umístění                                                                     |
| Modrá             | Dokončil neklasifikován (NC)                                                            |
| Fialová           | Odstoupil (Ret)                                                                         |
| Červená           | Nekvalifikoval se (DNQ)                                                                 |
| Červená           | Nepředkvalifikoval se (DNPQ)                                                            |
| Černá             | Diskvalifikován (DSQ)                                                                   |
| Bílá              | Nestartoval (DNS)                                                                       |
| Bílá              | Závod zrušen (C)                                                                        |
| Světle modrá      | Pouze trénoval (PO)                                                                     |
| Světle modrá      | Páteční testovací jezdec (TD)                                                           |
| Bez barvy         | Netrénoval (DNP)                                                                        |
| Bez barvy         | Vyřazen (EX)                                                                            |
| Bez barvy         | Nepřijel (DNA)                                                                          |
| Bez barvy         | Odvolal účast (WD)                                                                      |
| Bez barvy         | Nezúčastnil se (prázdné)                                                                |
| Označení          | Význam                                                                                  |
| Tučnost           | Pole position                                                                           |
| Kurzíva           | Nejrychlejší kolo                                                                       |
| †                 | Jezdec nedojel do cíle, ale byl klasifikován, protože odjel více než 90 % délky závodu. |
| ‡                 | Byl udělován poloviční počet bodů, protože bylo odjeto méně než 75 % délky závodu.      |
| Horní index       | Umístění bodujících jezdců ve sprintu                                                   |

| Rok  | Tým                            | Motor          | Pneumatiky | Jezdci           | 1   | 2   | 3   | 4   | 5   | 6   | 7   | 8   | 9   | 10  | 11  | 12  | 13  | 14  | 15  | 16  | 17  | 18  | 19  | 20  | 21  | Body | Umístění |
| ---- | ------------------------------ | -------------- | ---------- | ---------------- | --- | --- | --- | --- | --- | --- | --- | --- | --- | --- | --- | --- | --- | --- | --- | --- | --- | --- | --- | --- | --- | ---- | -------- |
| 2018 | Renault Sport Formula One Team | Renault R.E.18 | P          |                  | AUS | BHR | CHN | AZE | ESP | MON | CAN | FRA | AUT | GBR | GER | HUN | BEL | ITA | SIN | RUS | JPN | USA | MEX | BRA | ABU | 122  | 4. místo |
| 2018 | Renault Sport Formula One Team | Renault R.E.18 | P          | Nico Hülkenberg  | 7   | 6   | 6   | Ret | Ret | 8   | 7   | 9   | Ret | 6   | 5   | 12  | Ret | 13  | 10  | 12  | Ret | 6   | 6   | Ret | Ret | 122  | 4. místo |
| 2018 | Renault Sport Formula One Team | Renault R.E.18 | P          | Carlos Sainz Jr. | 10  | 11  | 9   | 5   | 7   | 10  | 8   | 8   | 12  | Ret | 12  | 9   | 11  | 8   | 8   | 17  | 10  | 7   | Ret | 12  | 6   | 122  | 4. místo |